# Tillman Franks
Tillman Ben Franks (29 de septiembre de 1920 - 26 de octubre de 2006) fue un contrabajista, compositor y mánager de varios artistas de música country como  Johnny Horton, David Houston, Webb Pierce, Claude King y The Carlisles.
Su contribución al rock and roll ha sido reconocida con su pertenencia al Salón de la Fama del Rockabilly.